# Erste Schlacht bei Höchstädt
Carpi – Chiari – Cremona – Kaiserswerth – Luzzara   – Santa Marta – Cádiz – Friedlingen – Vigo – Schmidmühlen – Bonn – Krottensee – Ekeren – Höchstädt – Speyerbach – Schellenberg – Gibraltar – Höchstädt – Vélez-Málaga – Marbella – Cassano – Barcelona – Sendlinger Mordweihnacht – Aidenbach – Calcinato – Ramillies – Turin – Castiglione – Santa Cruz de Tenerife – Almansa – Kap Béveziers – Toulon – Lizard Point – Lille – Oudenaarde – Gent – Malplaquet – Mons – Almenar – Saragossa – Syrakus – Villaviciosa – Rio de Janeiro – Denain – Barcelona
Die Erste Schlacht bei Höchstädt im Spanischen Erbfolgekrieg von 1701 bis 1714 fand am 20. September 1703 nahe Höchstädt an der Donau in Bayern statt. Die Schlacht resultierte in einem französisch-kurbayerischen Sieg unter Befehl von General Villars gegen kaiserliche und preußische Truppen unter dem Kommando des kaiserlichen Generals Grafen von Limburg-Styrum.

## Vorgeschichte
Am 5. September 1703 besetzten Reichstruppen unter Kommando des Markgrafen Ludwig Wilhelm von Baden-Baden überraschend das neutrale Augsburg. Dadurch konnte die Donau umgangen und das Kurfürstentum Bayern von Westen her unmittelbar bedroht werden. Der französische General Villars und der bayerische Kurfürst Max Emanuel folgten dem Gegner, wagten aber nicht, ihn in seiner verschanzten Stellung bei Augsburg anzugreifen. Bei Haunsheim nördlich der Donau hatte der Markgraf ein Korps von 16.000 Mann unter Kommando des Grafen Styrum zurückgelassen. Dieses Korps, bestehend aus 26 Bataillonen und 48 Schwadronen, begann am 18. September 1703 donauabwärts nach Osten vorzurücken. Es erreichte am 19. September Höchstädt. Als General Villars und der bayerische Kurfürst Max Emanuel von dieser Bewegung erfuhren, setzten sie unverzüglich ihre südlich von Donauwörth stehenden Truppen in Marsch und überschritten die Donau, um mit ihren 17.000 Mann Limburg-Styrum von Osten anzugreifen, während das bei Dillingen stehende französische Korps d’Usson mit 7.000 Mann den Feind im Rücken packen sollte.

## Schlachtverlauf
Das weiträumig angelegte konzentrische Vorgehen misslang zunächst, da das Korps d’Usson zu früh angriff und vom kaiserlichen General Limburg zu Styrum mit Übermacht zurückgeschlagen wurde. Dann aber traf die Hauptmacht unter Kommando von Villars und Max Emanuel ein, womit sich das Blatt wendete. Das Reichsheer wurde aufgerollt, bevor es ihm gelang, sich zurückzuziehen und eine neue Stellung zu beziehen.
Nur dem Standhalten der 6.000 Mann starken preußischen Nachhut unter dem Fürsten Leopold von Anhalt-Dessau hatte es der Österreicher Styrum zu verdanken, dass er mit der verbliebenen Armee das schützende Nördlingen erreichte.

## Nachwirkungen
Die Verluste des Reichsheeres betrugen etwa 4.000 Mann, zum größeren Teil Gefangene. 37 Geschütze und fast der ganze Train fielen den Franzosen und Bayern in die Hände. Deren Verluste betrugen etwa 1.000 Tote und Verwundete.